# إرفينج رايت
إرفينج رايت (بالإنجليزية: Irving Wright)‏ مواليد 13 مايو 1882 في بوسطن، كان لاعب كرة مضرب أمريكي، كان يلعب باليد اليمنى. هو أحد أبطال الجراند سلام.

## النهائيات

### الزوجي

#### الوصافة (1)
| السنة | البطولة           | الشريك      | المنافس                        | النتيجة        |
| 1917  | البطولة الأمريكية | هاري جونسون | فريد ألكسندر هارولد ثروكمورتون | 9–11, 4–6, 4–6 |

### الزوجي المختلط

#### اللقب (2)
| السنة | البطولة           | الشريك               | المنافس                  | النتيجة         |
| 1917  | البطولة الأمريكية | مولا مالوري          | فلورنس بالين بيل تيلدن   | 10–12, 6–1, 6–3 |
| 1918  | البطولة الأمريكية | هازل هوتشكيس وايتمان | مولا مالوري فريد ألكسندر | 6–2, 6–4        |